# Copa de Oro Nicolás Leoz 1996
De Copa de Oro Nicolás Leoz 1996 was de derde en laatste editie van deze Zuid-Amerikaanse voetbalcompetitie, die werd gespeeld tussen de winnaars van vier andere Zuid-Amerikaanse voetbaltoernooien. Het toernooi werd in Manaus (Brazilië) gespeeld. De finale was een Braziliaans onderonsje, waarin CR Flamengo dankzij een hattrick van Sávio Bortolini Pimentel won van São Paulo FC.

## Deelnemers
Aan de derde editie van de Copa de Oro Nicolás Leoz deden vier ploegen mee in de afgelopen twaalf maanden een Zuid-Amerikaans voetbaltoernooi hadden gewonnen. In tegenstelling tot de eerste twee edities van de Copa de Oro deed de winnaar van de Copa Master de Supercopa niet mee, omdat dit toernooi niet was georganiseerd. In plaats daarvan nam de winnaar van de Copa Master de CONMEBOL deel. Titelhouder Cruzeiro EC slaagde er niet in om zich te kwalificeren. São Paulo FC deed voor de derde keer mee aan de Copa de Oro, de overige drie deelnemers waren debutanten.
| Deelnemer          | Kwalificatie                           | Datum kwalificatie |
| ------------------ | -------------------------------------- | ------------------ |
| Grêmio FBPA        | Copa Libertadores 1995                 | 30 augustus 1995   |
| CR Flamengo        | Supercopa Sudamericana 1995 (finalist) | 6 december 1995    |
| CA Rosario Central | Copa CONMEBOL 1995                     | 19 december 1995   |
| São Paulo FC       | Copa Master de CONMEBOL 1996           | 12 februari 1996   |

## Toernooi-opzet
Het toernooi werd op neutraal terrein afgewerkt: alle wedstrijden werden gespeeld in Manaus. De vier deelnemende clubs speelden een knock-outtoernooi waarbij alle ontmoetingen in één duel werden beslist. Bij een gelijke stand werd er niet verlengd, maar werden er gelijk strafschoppen genomen.
|  | Halve finale | Halve finale       | Halve finale |   |           | Finale   | Finale | Finale |
|  |              |                    |              |   |           |          |        |        |
|  | SL2          | Flamengo           | 2            |   |           |          |        |        |
|  | CC           | CA Rosario Central | 1            |   |           |          |        |        |
|  | CC           | CA Rosario Central | 1            |   | SL2       | Flamengo | 3      |        |
|  |              |                    |              |   | SL2       | Flamengo | 3      |        |
|  |              | CM                 | São Paulo    | 1 |           |          |        |        |
|  | CM           | CM                 | São Paulo    | 1 | São Paulo | 2        |        |        |
|  | CM           |                    |              |   | São Paulo | 2        |        |        |
|  | CL           | Grêmio             | 1            |   |           |          |        |        |

### Halve finales
|                  |                      |       |                    |                                                                           |
| 13 augustus 1996 | CR Flamengo          | 2 - 1 | CA Rosario Central | Estádio Vivaldo Lima, Manaus Scheidsrechter: Epifanio González (Paraguay) |
| 13 augustus 1996 | Fábio Baiano 7', 63' |       | 10' Tati Montoya   | Estádio Vivaldo Lima, Manaus Scheidsrechter: Epifanio González (Paraguay) |

|                  |                        |       |             |                                                                       |
| 14 augustus 1996 | São Paulo FC           | 2 - 1 | Grêmio FPBA | Estádio Vivaldo Lima, Manaus Scheidsrechter: Ubaldo Aquino (Paraguay) |
| 14 augustus 1996 | Adriano 52' Müller 59' |       | 63' Emerson | Estádio Vivaldo Lima, Manaus Scheidsrechter: Ubaldo Aquino (Paraguay) |

### Finale
|                  |                            |       |                 |                                                                           |
| 16 augustus 1996 | CR Flamengo                | 3 - 1 | São Paulo FC    | Estádio Vivaldo Lima, Manaus Scheidsrechter: Epifanio González (Paraguay) |
| 16 augustus 1996 | Sávio 16' (pen.), 57', 82' |       | 33' Aristizábal | Estádio Vivaldo Lima, Manaus Scheidsrechter: Epifanio González (Paraguay) |

| Winnaar Copa de Oro Nicolás Leoz 1996 |
| ------------------------------------- |
| CR Flamengo 1e titel                  |

### Trivia
- Sávio maakte in de finale de enige hattrick in de geschiedenis van de Copa de Oro Nicolás Leoz en werd daarmee direct de speler met de meeste doelpunten in de geschiedenis van het toernooi.
- Ter ere van de omroep Sistema Brasileiro de Televisão die het toernooi uitzond kreeg de winnaar behalve de reguliere trofee ook de Taça 15 Anos do SBT uitgereikt.